# 信息級聯
信息级联（英語：Information cascade），是行為經濟學和网络理论中描述的一种现象，指的是许多人以连续的方式做出相同的决定。它与羊群行为相似，但又有所不同。
信息级联的产生通常需要两个步骤，第一个步骤是开始级联。这是一个决策过程，通常为二元决策。第二步是后续的人根据自己的外部信息和其他人的行为做出自己的决策。
信息级联需要满足以下五个条件：
1. 例如，有一个人需要做出一个决定，包括但不限于是否采用一种新技术、是否穿一种新款式的衣服、是否在一家新餐馆吃饭，以及是否支持一种特定的政治立场
2. 能作出的选择是有限的
3. 人们按顺序做出决定，每个人都能观察到那些早做决定的人所做的决定
4. 每个人都有自己的外部信息，这些信息与他人无关，但有助于自己做出决定
5. 所有人都不能直接观察其他人知道的外部信息，但可以根据他人的行为进行推断

社会观点认为，当社会压力很大时，行为主体更有可能发生级联。